# Servizio di navigazione del Naviglio Grande
Il servizio di navigazione del Naviglio Grande è una rete dei trasporti urbani del milanese integrata da alcune linee di battelli lungo il Naviglio Grande. I percorsi si articolano su battelli di carattere prevalentemente turistico che non sono integrati nel sistema tariffario di trasporti pubblici locali.

## Storia
Le prime linee di navigazione sul Naviglio Grande vennero aperte in concomitanza con l'escavazione dello stesso canale per la costruzione del Duomo di Milano, dal 1180 anche se le aree dei porti incominciarono a diffondersi in maniera decisiva a partire dal Cinquecento, elaborando la base per la creazione della moderna linea turistica.
Tale sistema è rimasto in uso abbondantemente durante tutto il Settecento e l'Ottocento, andando a scemare durante il XX secolo con la comparsa dei trasporti pubblici e delle automobili che, abbattendo i costi e la velocità dei battelli, hanno portato lentamente la navigazione sul naviglio a estinguere il proprio operato.
A partire dal 2003 e poi in vista dell'Expo 2015, è stata riaperta in parte la navigazione sul Naviglio Grande prevalentemente a scopo turistico.
|  | Urban head station |

|  | Urban straight track |

|  | Urban stop on track |

|  | Unknown route-map component "uSBRÜCKE" |

|  | Urban straight track |

|  | Waterway under railway bridge |

|  | Unknown route-map component "uSKRZ-Au" |

|  | Urban straight track |

|  | Urban station on track |

|  | Unknown route-map component "uSBRÜCKE" |

|  | Urban straight track |

|  | Urban stop on track |

|  | Unknown route-map component "uSBRÜCKE" |

|  | Urban stop on track |

|  | Unknown route-map component "uSBRÜCKE" |

|  | Urban straight track |

|  | Unknown route-map component "uSBRÜCKE" |

|  | Urban station on track |

|  | Unknown route-map component "uSBRÜCKE" |

|  | Urban straight track |

|  | Urban station on track |

|  | Unknown route-map component "uSBRÜCKE" |

|  | Urban straight track |

|  | Unknown route-map component "uSBRÜCKE" |

|  | Unknown route-map component "uABZgr" |

|  | Urban End station |

## Rete

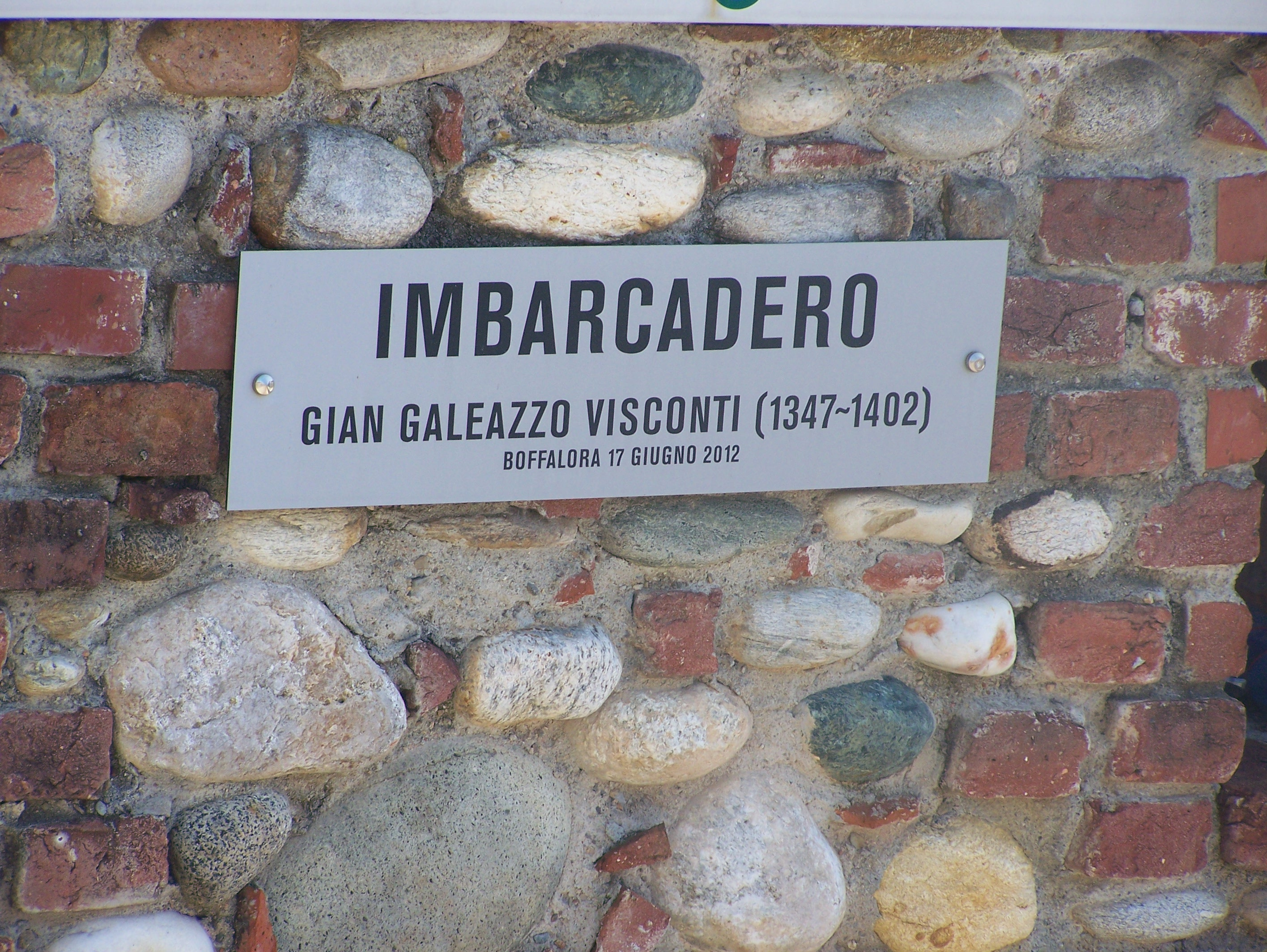
La targa dedicativa del porto di Boffalora sopra Ticino a Gian Galeazzo Visconti che donò il borgo di Boffalora alla Certosa di Pavia inaugurando la prosperità del borgo

Vi sono 4 linee turistiche di battello che percorrono il Naviglio Grande in due sensi ove sono presenti diversi ponti e porti per l'attracco. Le linee sono improntate su percorsi di diverso chilometraggio alla riscoperta di diversi aspetti turistici del territorio, dalle specialità culinarie a quelle artistiche, storiche e religiose.
Attualmente il Consorzio dei Comuni del Naviglio Grande, con la collaborazione delle amministrazioni locali, ha reso operativi alcuni porti e un totale di 4 percorsi che sono percorribili individualmente durante tutte le domeniche da maggio a settembre o a gruppi su prenotazione.
Il periodo da maggio a settembre è scandito dalla presenza dell'acqua nel Naviglio che rende possibile la navigazione turistica.
Il percorso, in totale, comprende anche numerosi ponti storici sul Naviglio come quelli di Castelletto di Cuggiono, Bernate Ticino, Boffalora sopra Ticino, Pontenuovo, Pontevecchio, Robecco sul Naviglio, Cassinetta di Lugagnano e Castelletto di Abbiategrasso.

## Gli itinerari di navigazione

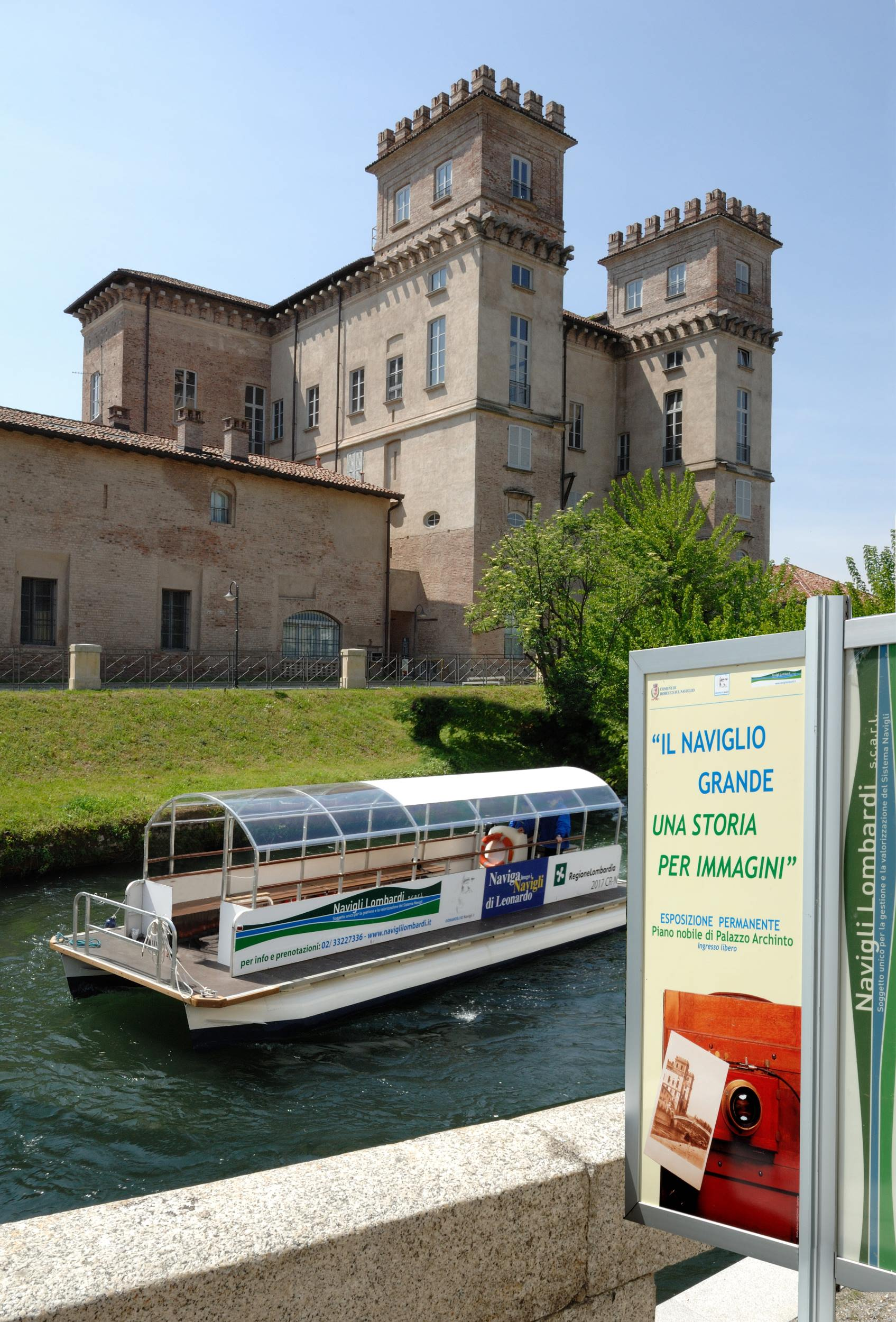
Palazzo Archinto presso Robecco sul Naviglio con un battello da navigazione

Il consorzio dei navigli ha reso operativi diversi itinerari che si snodano anche esternamente alla navigazione sul Naviglio Grande per consentire una migliore promozione turistica del territorio e la riscoperta anche di parte dell'hinterland milanese.
- In barca tra ville e sapori (percorso gastronomico):
Piazza Castello (Milano) --> Castello di Cusago --> Museo Agricolo di Albairate --> Robecco sul Naviglio --> Boffalora sopra Ticino --> Bernate Ticino --> Robecco sul Naviglio --> Ville storiche di Cassinetta di Lugagnano
- In barca tra ville ed abbazie (percorso artistico-religioso):
Piazza Castello (Milano) --> Milano, tappa fermata MM1 Bisceglie --> Boffalora sopra Ticino --> Castelletto di Cuggiono --> Ville storiche di Cuggiono --> Ville storiche di Robecco sul Naviglio --> Visita all'Abbazia di Morimondo --> Visita al torchio monumentale di Motta Visconti
- In barca tra ville e storia (percorso artistico-storico):
Piazza Castello (Milano) --> Milano, tappa fermata MM1 Bisceglie --> Boffalora sopra Ticino --> Castelletto di Cuggiono --> Ville storiche di Robecco sul Naviglio --> Visita ai luoghi della Battaglia di Magenta --> Degustazione di distillati storici a Marcallo con Casone
- In barca tra ville e castelli (percorso artistico):
Piazza Castello (Milano) --> Castello di Cusago --> Museo Agricolo di Albairate --> Robecco sul Naviglio --> Boffalora sopra Ticino --> Ville storiche di Cassinetta di Lugagnano --> Castelletto di Abbiategrasso --> Castello di Abbiategrasso
- In barca tra ville e canoniche (percorso artistico-religioso):
Ritrovo a Cuggiono e visita di Villa Annoni --> Visita a Castelletto di Cuggiono e imbarco per navigazione --> Boffalora sopra Ticino --> Cassinetta di Lugagnano --> Visita alla canonica di Bernate Ticino

## Le quattro linee
| Linea | Percorso                                                                     | Lunghezza | Porti | Integrato nell'itinerario     |
| ----- | ---------------------------------------------------------------------------- | --------- | ----- | ----------------------------- |
|       | Robecco sul Naviglio ↔ Bernate Ticino                                        | 10 km     | 3     | In barca tra ville e sapori   |
|       | Boffalora sopra Ticino ↔ Castelletto di Cuggiono                             | 3,1 km    | 2     | In barca tra ville e abbazie  |
|       | Boffalora sopra Ticino ↔ Castelletto di Cuggiono ↔ Robecco sul Naviglio      | 16,1 km   | 3     | In barca tra ville e storia   |
|       | Robecco sul Naviglio ↔ Boffalora sopra Ticino ↔ Castelletto di Abbiategrasso | 19,4 km   | 4     | In barca tra ville e castelli |